# Мускета
Мускета (фр. mousquet, енгл. musket) је ручно ватрено оружје глатке цеви, која се са рамена користи за испаљивање куршума до домета од 180 m, иако им је ефикасан домет био до 90 m. Датум када је прва мускета направљена није познат, али се њихова израда спомиње почетком 15. века, а првенствено су биле дизајниране за пешадију. Мускете су застареле средином 19. века када су их замениле пушке.
Војници који су носили мускете називани су мускетари. Име мускета потиче из Француске речи mousquette, како се назива мужјак европског јастреба.

## Историја
Мускета се појавила 1521. у Шпанији, а 1525. у Француској. За разлику од аркебузе, имала је већи калибар (22-25 према 12.5-20 мм) и нешто дужу цев (преко 2 м), па јој је и дејство било ефикасније, нарочито против оклопа. Од ручне кулеврине, друге врсте дотадашњег стрељачког ватреног оружја, била је мало лакша (око 8-10 уместо 10-12 кг) и имала је јачу цев (изливену од гвожђа, а не од бронзе). Брзо се проширила по целој Европи и у 16. и 17. веку била је главно оружје пешадије.

## Делови
Мускета се састојала из цеви, уређаја за опаљивање, кундака, виљушке и прибора.
- Цев је била глатка, на устима проширена ради лакшег пуњења спреда. На задњем крају цеви, са десне стране, била је пробушена рупица за опаљивање, такозвана фаља.[1]
- Прибор за опаљивање био је у почетку у облику тзв. табана на фитиљ, који се, смештен на задњем делу цеви, састојао из табанске дашчице са кокотом (на којем је фитиљ), чанка с поклопцем за барут (уз фаљу, за потпрашивање), обараче и опруге. Касније је уведен табан на коло, а у 17. веку табан на кремен.[1]
- Кундак је био разних облика, обично повијен наниже ради ублажавања трзања и са усеком за палац ради чвршћег држања.
- Виљушка (подупирач за наслон мускете при гађању) била је дужине 1.2-1.5 м, зависно од висине стрелца.[1]
- Прибор су сачињавали шипке за набијање барута и куглице, барутница за ношење десетак дрвених или бакарних цевчица са барутом намењеним за пуњење цеви, флаша или рог за ношење барута за потпрашивање, кожна кесица (торба) за ношење куглица, фитиљ (4 м) о раменом каишу (при влажном времену носио се у џепу или под шеширом). Од друге половине 16. века барутна пуњења и куглице паковани су и ношени заједно, као фишеци.[1]

Мускета се носила на левом рамену, без ремника, а виљушка у десној руци. Пошто би усуо мало ситног барута у чанак за припалу и напунио цев барутом и куглицом, мускетар из 16. и с почетка 17. века наслањао је мускету на виљушку и држећи кундак у згибу рамена, гађао из стојећег става (онако како су пре њега редовно чинили и стрелци са аркебузом или кулеврином). Касније је мускета постала лакша (у Француској је од 1625. била тешка око 6 кг - смањење калибра уследило је после избацивања оклопа из употребе). Обука у гађању била је врло компликована - у аустријској војсци, за време Тридесетогодишњег рата (1618-1648) састојала се од 143 команде - 99 само за пуњење и паљење.
Средином 17. века мускета је добила бајонет, поставши тако, по некима, прва права пушка, како се ускоро затим почело називати основно пешадијско ватрено оружје.

## Употреба у рату
Крајем 15. века мали број пешадинаца је био опремљен ручним топовима, међутим ово оружје је било врло непрецизно, тешко за пуњење и за паљбу. Почетком 17. века ручна ватрена оружја су била чешће у употреби, а у 17. веку су од копља преузеле место главног оружја пешадије.
У 16. веку најраспрострањенија мускета била је аркебуза. Готово све мускете овог периода су користиле   механизам испаљивања помоћу фитиља, где је дуги запаљиви канап палио барут у мускети чији су гасови избацивали куршум из цеви. Мускете су биле непрецизне изван 100 метара, споро су се пуниле и често су изазивале несрећне случајеве тако што се барут сам активира. И поред тога широко распрострањене мускете су промениле начин ратовања. 
Следеће генерације мускета су користиле кремен за активирање, ово је побољшало питање сигурности, прецизности, и брзину пуњења. Мускета је 1700-их постала главно оружје пешадије.

## Пуњење и паљба
У 18. веку стандардна мускета је коришћена на следећи начин:
- Војник би извукао фишек (у кога су тачним редоследом били убачени куршум и барут, куршум је од барута био одвојен парчетом папира).
- Војник би тада одгризао врх фишека у коме се налазио куршум, који би задржао међу зубима.
- Тада би мали део барута из фишека ставио на камен.
- Након тога кундак мускете би се спустио на земљу и остатак барута из фишека би се сипао у цев. Када би сав барут био сипан у цев војник би убацио и папир, да барут не би испадао из цеви и да би се лакше сабио на дну.
- Војник би напокон испљунуо и куршум у цев, и извадио свој набијач који се налазио у посебном лежишту у оквиру цеви. Онда би помоћу набијача набио куршум, остатак фишека и барута на дно цеви три пута. После чега би вратио набијач у његово лежиште.

Напокон кундак би подигао на раме, натегнуо мускету и она је била спремна за употребу. Овај процес би се за време обуке међу војницима понављао све док то нису радили махинално. Британски Црвени мундири су ову процедуру вежбали сваки дан, што им је дало значајну предност у односу на остале армије тог времена. Добро увежбан мускетар је могао да испали три куршума у минути, а у ретким случајевима су могли да испале чак четири пута у минуту.

## Тактика
Пошто је мускети требало времена да се напуни, тактичари су мускетаре стављали у одређене формације које би донеле максималну ватрену моћ.
С обзиром да се мускета споро пунила још увек је било потребно имати копљанике како би заштитили мускетаре од коњице. После појаве бајонета и мускете са кременом копље је изашло из употребе. Формација мускетара се састојала од три реда мускетара и то тако да је први ред клечао, што је омогућавало да сва три реда пуцају истовремено.
Британска армија је била позната по томе што су њихове формације имале два а не три реда мускетара, ово је омогућавало да сви мускетари пуцају истовремено а да не морају да клече. Још једна од познатих Британских тактика је била водна паљба, и то тако што је плотун прво испаљивала једна половина чете а затим и друга. Ово је омогућавало да једна чета константно испаљује плотуне куршума на непријатеља.
Главна тактика за пешадијски напад током 1700-их је била споро напредовање исте, са повременим застајањем за испаљивање плотуна на непријатељску пешадију, циљ је био да се разбију непријатељски редови после чега би коњица имала лак задатак. Француска армија је била изузетак, њихови официри су више користили брз јуриш са бајонетима и мачевима.